# 243e division d'infanterie
La  243e division d'infanterie (en allemand : 243. Infanterie-Division ou 243. ID) est une des divisions d'infanterie de l'armée allemande (Wehrmacht) durant la Seconde Guerre mondiale.

## Historique
La 243e Infanterie-Division est formée le 9 juillet 1943 sur le Truppenübungsplatz (terrain de manœuvre) de Döllersheim dans le Wehrkreis XVII par la redésignation de la Division B qui était en cours de formation à partir de convalescents de la 387e Infanterie-Division.
La division est en grande partie détruit en juin 1944 lors de la défense de la presqu'île du Cotentin. Les survivants combattent en tant que Kampfgruppe (groupe de combat) jusqu'à ce que la division soit officiellement dissoute le 12 septembre 1944.

## Organisation

### Commandants
| Date                             | Grade           | Commandant                 |
| -------------------------------- | --------------- | -------------------------- |
| ? août 1943 - 10 janvier 1944    | Generalmajor    | Hermann von Witzleben (de) |
| 10 janvier 1944 - 17 juin 1944   | Generalleutnant | Heinz Hellmich             |
| 17 juin 1944 - 26 septembre 1944 | Generalmajor    | Bernhard Klosterkemper     |

### Officiers d'opérations (Generalstabsoffiziere (Ia))
| Date                                | Grade          | Commandant     |
| ----------------------------------- | -------------- | -------------- |
| ? 1943 - ? 1944                     | Hauptmann i.G. | Dahman         |
| 1er février 1944 - 5 septembre 1944 | Major i.G.     | Erhard Gemmrig |

## Théâtres d'opérations
- Autriche : août 1943 - octobre 1943
- France : octobre 1943 - septembre 1944

## Ordres de bataille
- Grenadier-Regiment 920
- Grenadier-Regiment 921
- Grenadier-Regiment 922
- Artillerie-Regiment 243
- Pionier-Bataillon 243
- Feldersatz-Bataillon 243
- Panzerjäger-Abteilung 243
- Divisions-Nachrichten-Abteilung 243
- Divisions-Nachschubführer 243